# 涙は女の化粧水
「涙は女の化粧水」（なみだはおんなのけしょうみず）は、1990年7月21日に発売された瀬川瑛子のシングルである。

## 解説
カップリングの「むすめ上州鴉」は、1999年にシングルとして発売された。

## 収録曲
1. 涙は女の化粧水 (4分7秒)
  - 作詞：新本創子、作曲：幸耕平、編曲：南郷達也
2. むすめ上州鴉 (3分30秒)
  - 作詞：吉岡治、作曲：岡千秋、編曲：馬場良